# Noëlle Châtelet
Pour les articles homonymes, voir Châtelet.
Œuvres principales
- Histoires de bouches (1986)
- La Femme coquelicot (1997)
- La Dernière Leçon (2004)
- Madame George (2013)

Noëlle Châtelet, née Noëlle Jospin le 16 octobre 1944 à Meudon, est une écrivaine et sociologue française.

## Biographie

### Parcours de formation et professionnel
En 1976, Noëlle Châtelet soutient une thèse doctorale de 3e cycle en sociologie, intitulée Le Corps à corps culinaire : images et institutions, sous la direction de Gilles Deleuze, à l'université Paris 8, avec un jury composé de Roland Barthes et Nicos Poulantzas. Elle réalise un parcours d'enseignante à l'université, successivement assistante, maître-assistante puis maîtresse de conférences à l'IUT de Sceaux (Université Paris-Sud) puis à l'université Paris Descartes.

### Écriture et édition
Elle publie des textes de Sade : Systèmes de l'agression. Textes politiques et philosophiques en 1972, puis en 2011, un Entretien avec le marquis de Sade. Elle publie plusieurs essais en rapport avec une réflexion sur la chirurgie esthétique, Trompe-l’œil. Voyage au pays de la chirurgie esthétique (1994), Le Baiser d'Isabelle. L'aventure de la première greffe du visage (2007), à Cœur battant, sur les greffes d'organes ou l'hermaphroditisme, La Tête en bas. Elle s'intéresse également au vieillissement, aux grands-mères, Au pays des vermeilles ou La Femme coquelicot, traduit en anglais, allemand, roumain et tchèque. Elle écrit également des romans littéraires, dans une réflexion qui concerne toujours le corps : Histoires de bouches, ou La Petite aux tournesols.

### Responsabilités institutionnelles et associatives
Elle est directrice de l'Institut français de Florence (1989-1991) et, depuis 2003, vice-présidente de la Société des gens de lettres. Elle est présidente du comité de parrainage de l'Association pour le droit de mourir dans la dignité (ADMD).

### Théâtre et cinéma
Elle a été également comédienne, jouant ainsi dans différentes dramatiques à la télévision et quelques rôles au cinéma dans Les Autres d'Hugo Santiago (1972), Baxter, Vera Baxter de Marguerite Duras (1977), Le Diable dans la boîte de Pierre Lary (1977) et La Banquière de Francis Girod (1980), Les Buddenbrook, série allemande adaptée de Thomas Mann.
Par ailleurs, le roman La Femme coquelicot a été adapté par Jérôme Foulon pour France 3 (diffusion en février 2007), téléfilm qui a obtenu plusieurs prix :
- Prix de la meilleure adaptation littéraire de télévision au Festival cinéma et littérature de Monaco en 2006
- Prix de la contribution artistique pour Jérôme Foulon et Prix hommage spécial à Françoise Fabian et Jean-Pierre Cassel au 7e Festival de Saint-Tropez en 2005

La Dernière Leçon a fait l'objet d'une adaptation pour le cinéma en 2015.
En février 2011, une adaptation théâtrale avait été créée par le metteur en scène Gérald Chatelain, avec la comédienne Catherine Rétoré et deux marionnettes. Armelle Héliot avait salué ce travail dans l'émission "Le Masque et la Plume".

### Vie privée
Elle est la fille de Robert Jospin, enseignant et responsable d'une maison d'enfants et de Mireille Dandieu, sage-femme et cofondatrice de l'Association pour le droit de mourir dans la dignité (ADMD). Son demi-frère, Lionel Jospin, est ancien Premier ministre (de 1997 à 2002) et membre du Conseil constitutionnel (2015-2019).

Elle épouse le philosophe François Châtelet (1925-1985), philosophe et professeur de philosophie à l'université Paris 8, et ensemble ils ont un fils, né en mars 1968, Antoine Châtelet.

## Publications

### Essais
- Le Corps à corps culinaire, 1976
- Trompe-l’œil, voyage au pays de la chirurgie esthétique, 1993 ; légèrement remanié et réédité sous le titre Corps sur mesure, 1998[5]
- Entretien avec le marquis de Sade, 2011
- Les Nouveaux Parents, avec Serge Hefez et Jean-Claude Kaufmann, 2011

### Nouvelles
- Histoires de bouches, 1986 — Prix Goncourt de la nouvelle 1987
- À Contre-sens, 1989
- À table, 1992 ; réédition augmentée, 2007

### Romans
- La Courte échelle, 1991 — Prix des Grandes Écoles et universités francophones ; Prix René-Fallet 1992[6]
- La Dame en bleu, 1996 — Prix Anna de Noailles de l'Académie française
- La Femme Coquelicot, 1997
- La Petite aux tournesols, 1998
- La Tête en bas, 2002[7],[8],[9]
- Madame George, 2013

### Récits
- La Dernière Leçon, 2004 — Prix Renaudot des lycéens 2004
- Le Baiser d'Isabelle, 2007
- Au pays des Vermeilles, 2009
- Suite à La Dernière Leçon, 2015
- Laisse courir ta main, 2021

### Éditions critiques
- Marquis de Sade, Système de l'agression, textes politiques et philosophiques, chronologie, introduction et choix de textes par Noëlle Châtelet, Aubier-Montaigne, 1972
- Marquis de Sade, Justine ou les malheurs de la vertu, préface et notes par Noëlle Châtelet, Gallimard, coll. « Idées », 1981 ; Gallimard, coll. « L'Imaginaire », 1994

### Films documentaires
- À cœur battant, 2007, coécrit avec Anne Andreu, réalisé par Anne Andreu
- Passion grand-mère, 2011, coécrit avec Anne Andreu, réalisé par Anne Andreu

## Distinctions

### Décorations
- Chevalière de la Légion d'honneur. Elle est nommée chevalière le 12 avril 2009[10].
- Officière de l'ordre national du Mérite. Elle est nommée chevalière le 26 avril 2004, puis promue officière par décret du 13 mai 2016[11].

### Récompenses
- Prix Goncourt de la nouvelle 1987
- Prix Anna-de-Noailles 1996
- Prix Renaudot des lycéens 2004